# Leonor de Cominges
Leonor de Cominges (? - 16 de maio de 1365) foi uma nobre francesa filha de Bernardo VII de Cominges e de Laura de Montfort.
Casada em 1327 com seu primo-irmão Gastão II de Foix-Béarn, conde de Foix, visconde de Béarn, de Marsán, de Gabardán, de Nobouzán (em Cominges) e de Lautrec. Trouxe como dote para seu casamento a soberania do condado de Bigorra e o senhorio da Terra Baixa de Albi. Ficou viúva em 1343, permanecendo como regente e protetora dos estados de Foix-Béarn ante os intentos de apoderar-se deles por parte das casas de Armagnac e de Cominges.
Recorreu todos os seus estados obrigando ao reconhecimento como soberano de seu filho. Asim, os nobres do país de Foix ofereceram homenagem a “Alienors de Convenis comitissa ac vicecomitissa”, viúva de “Gasto comes Fuxi ac vicecomes Bearnii ac Marciani”, datado de 28 de dezembro de 1345.
O conde Gastão II de Foix e Leonor de Cominges tiveram um filho: Gastão III Febus de Foix que sucedeu a seus pais.
Morreu em 16 de maio de 1365.